# Río Bharathapuzha
El río Bharathapuzha, también conocido como Nila y como Ponnani, es un río ubicado en el estado de Kerala, en India. Su longitud es de 209 kilómetros, esto lo convierte en el segundo río más largo en Kerala después del río Periyar.

## Tributarios
Entre sus principales tributarios tenemos:
- Thuthapuzha
  - Kunthipuzha
  - Kanjirappuzha
  - Ambankadavu
  - Thuppanadippuzha
- Gayathripuzha
  - Mangalam
  - Ayalurpuzha
  - Vandazhippuzha
  - Meenkarappuzha
  - Chulliyar
- Kalpathipuzha
  - Korayar
  - Varattar
  - Walayar
  - Malampuzha
- Kannadipuzha
  - Palar
  - Aliyar
  - Uppar